# テクノブレイン
株式会社テクノブレイン（TechnoBrain CO.,LTD.）は、京都府京都市山科区に本社を置く、コンピュータのハードウェアやソフトウェアの開発及び販売などを手がける企業である。
同企業が運営するオンラインショップのエアショップ(AirShop)についても本項で解説する。詳しくはAirShopの項を参照。

## 概要
航空機関連のソフトウェアを多く開発・販売しており、特にぼくは航空管制官シリーズは代表的な製品群のひとつである。
また、内容の機密性のためかあまり公にされていないが、航空業界向けの訓練システム開発にも関わっており、国土交通省航空局の航空管制官訓練シミュレータや航空保安大学校の教育教材も担当する航空系シミュレータ専門のシステム会社でもある。
ソフトウェア（3Dゲーム）においては、自社開発のライブラリを使用することがある。代表的な物として、DirectXをベースとした3次元レンダリングエンジンPegasus3Dや、OpenALベースのサウンドライブラリSDW（SoundDirectorforWindows）などである。社外への提供・供給も試みられている。
また、2016年4月にはフライトシミュレータ向けコンテンツ開発において株式会社エアロシムとの業務提携を発表した。

## 沿革
- 1989年（平成元年） - 株式会社アイ・インベンションズ システムソフトウェアサービス事業部として発足[3]。
- 1994年（平成6年）1月 - 分離独立し、有限会社テクノブレイン設立。
- 1996年（平成8年） - トミーと共同開発した「デジタルプラレール」発売。
- 1998年（平成10年）
  - Lichterfeldeプロジェクト を開始。
  - 9月 - ぼくは航空管制官発売。これが初の自社製品となる。
- 1999年（平成11年）3月 - 株式会社テクノブレインとして組織変更。
- 2000年（平成12年）
  - 8月28日 - 日本エアシステムと共同開発した「休日は飛行機に乗って。『JAS虹の翼』」発売[4]。
  - 12月5日 - 「デジタルのりものワールド D.D.トレイン」発売。
- 2001年（平成13年）10月18日 - ぼくは航空管制官2発売。
- 2007年（平成19年） - ボーイングのグッズ販売国内公式代理店に認定。
- 2008年（平成20年）
  - 2月25日 - ぼくは航空管制官3発売。
  - 9月26日 - FSアドオン コレクション発売。
- 2010年（平成22年）6月3日 - パイロットストーリー発売。
- 2015年（平成27年）9月17日 - ぼくは航空管制官4発売。
- 2016年（平成28年）4月20日 - 株式会社エアロシムとの業務提携を発表。

## 製品
個人向け航空機関係
- ぼくは航空管制官シリーズ - 航空交通管制をテーマとしたシミュレーター・パズルゲーム
  - ぼくは航空管制官
  - ぼくは航空管制官2
  - ぼくは航空管制官3
  - ぼくは航空管制官4

- パイロットストーリーシリーズ - フライトシミュレーション
- FSアドオン - Microsoft Flight Simulator X用の追加アドオン
  - FSアドオン コレクション
  - FS GLOBAL - 山や渓谷の地形データを含むシーナリー。オーストリアのPILOT'S社との提携作品

- 3DiPEDIAシリーズ
- ROM ON LIVE

業務用製品
- WinScope
- AIR EYES（フライト情報システム）
- ATM（3D航空施設研修教材）
- ATLS（3D航空路シミュレータ）
- ULANS（統合連携航空ネットワークシミュレータ）
- FFD（ファイル管理ツール）

その他
- デジタルプラレール
- D.Dトレイン
- 航空機関係の映像・音楽（サウンドトラック）
- 各種ユーティリティ
- とらっとろーど2001

市販の製品以外にも、博物館や航空会社にはフライトシミュレータを、関西国際空港にはぼくは航空管制官2のシステムを利用したフライト案内表示を提供している。また、関西国際空港・航空ジャンク市など、全国の空港祭イベントの企画・運営なども行っている。

## AirShop
AirShop（エアショップ）とは、株式会社テクノブレインが運営する個人向け商品を扱うウェブサイト（通信販売）である。航空機メーカーであるボーイング社・エアバス社のグッズ販売国内公式代理店に認定されており、自社製品を始め航空機関連のグッズを取り扱っている。
PC用ゲームぼくは航空管制官シリーズの新作の初回限定版がAirShopにて販売される際、AirShop購入特典がつく場合もある。
主な取り扱い商品
- ボーイング社やエアバス社のグッズ
- 各航空会社のグッズ
- 各種キーホルダー（尾翼型の物など）
- 航空部品（キーボルダーやコレクションの意味合いが強い）
- 機内食器
- 書籍や航空地図
- その他、自社製品や関連グッズなど